# Golden Raspberry Awards 2014
De Golden Raspberry Awards 2014-uitreiking vond plaats op 21 februari 2015, een dag voor de uitreiking van de Oscars. De prijs wordt toegekend aan de slechtste uitvoeringen betreffende film uit 2014. De genomineerden werden bekendgemaakt op 14 januari 2015. Het is de 35e editie van dit evenement. Transformers: Age of Extinction kreeg de meeste nominaties, namelijk 7.

## Nieuwe categorie: The Razzie Redeemer Award
Op de uitreiking in 2015 was er een nieuwe categorie: The Razzie Redeemer Award. Genomineerden zijn acteurs of actrices die in het verleden al op de lijst van "razzies" stonden, maar in 2014 hebben bewezen dat ze wel degelijk talent hebben.

## Genomineerden en winnaars
| "Winnaar"* |

| Categorie | Nominaties |
| --- | ---------- |
| Slechtste film |            |
| Saving Christmas (Samuel Goldwyn) |            |
| Left Behind (Freestyle Releasing) |            |
| Teenage Mutant Ninja Turtles (Paramount)                                                                                             |            |
| The Legend of Hercules (Summit Entertainment)                                                                                        |            |
| Transformers: Age of Extinction (Paramount)                                                                                          |            |
| Slechtste acteur |            |
| Kirk Cameron in Saving Christmas |            |
| Adam Sandler in Blended |            |
| Kellan Lutz in The Legend of Hercules                                                                                                |            |
| Nicolas Cage in Left Behind |            |
| Seth MacFarlane in A Million Ways to Die in the West                                                                                 |            |
| Slechtste actrice |            |
| Cameron Diaz in The Other Woman en Sex Tape                                                                                          |            |
| Charlize Theron in A Million Ways to Die in the West                                                                                 |            |
| Drew Barrymore in Blended |            |
| Gaia Weiss in The Legend of Hercules                                                                                                 |            |
| Melissa McCarthy in Tammy |            |
| Slechtste mannelijke bijrol |            |
| Kelsey Grammer in The Expendables 3, Legends of Oz: Dorothy's Return (stem), Think Like a Man Too en Transformers: Age of Extinction |            |
| Arnold Schwarzenegger in The Expendables 3                                                                                           |            |
| Kiefer Sutherland in Pompeii |            |
| Mel Gibson in The Expendables 3 |            |
| Shaquille O'Neal in Blended |            |
| Slechtste vrouwelijke bijrol |            |
| Megan Fox in Teenage Mutant Ninja Turtles                                                                                            |            |
| Bridgette Cameron Ridenour in Saving Christmas                                                                                       |            |
| Cameron Diaz in Annie |            |
| Nicola Peltz in Transformers: Age of Extinction                                                                                      |            |
| Susan Sarandon in Tammy |            |
| Slechtste duo |            |
| Kirk Cameron en zijn ego in Saving Christmas                                                                                         |            |
| Cameron Diaz en Jason Segel in Sex Tape                                                                                              |            |
| Elk duo robots of acteurs (of robot-acteurs) in Transformers: Age of Extinction                                                      |            |
| Kellan Lutz en ofwel zijn borstspieren ofwel zijn bilspieren in The Legend of Hercules                                               |            |
| Seth MacFarlane en Charlize Theron in A Million Ways to Die in the West                                                              |            |
| Slechtste Prequel, Remake, Rip-off of Sequel                                                                                         |            |
| Annie (Columbia) |            |
| Atlas Shrugged Part III: Who Is John Galt? (Atlas)                                                                                   |            |
| Teenage Mutant Ninja Turtles (Paramount)                                                                                             |            |
| The Legend of Hercules (Summit Entertainment)                                                                                        |            |
| Transformers: Age of Extinction (Paramount)                                                                                          |            |
| Slechtste regisseur |            |
| Michael Bay voor Transformers: Age of Extinction                                                                                     |            |
| Darren Doane voor Saving Christmas                                                                                                   |            |
| Jonathan Liebesman voor Teenage Mutant Ninja Turtles                                                                                 |            |
| Renny Harlin voor The Legend of Hercules                                                                                             |            |
| Seth MacFarlane voor A Million Ways to Die in the West                                                                               |            |
| Slechtste verhaal |            |
| Saving Christmas (scenario van Darren Doane en Cheston Hervey)                                                                       |            |
| Left Behind (scenario van Paul LaLonde en John Patus, gebaseerd op het gelijknamig boek van Tim LaHaye en Jerry B. Jenkins)          |            |
| Sex Tape (scenario van Kate Angelo, Jason Segel en Nicholas Stoller, verhaal van Kate Angelo)                                        |            |
| Teenage Mutant Ninja Turtles (scenario van Josh Appelbaum, André Nemec en Evan Daugherty)                                            |            |
| Transformers: Age of Extinction (scenario van Ehren Kruger)                                                                          |            |
| The Razzie Redeemer Award |            |
| Ben Affleck (Van RAZZIE-winnaar voor Gigli naar Oscar-lieveling voor Argo en Gone Girl)                                              |            |
| Jennifer Aniston (Van viervoudig RAZZIE-genomineerde naar Screen Actors Guild Award-genomineerde voor Cake)                          |            |
| Keanu Reeves (Van zesvoudig RAZZIE-genomineerde naar goede kritieken voor John Wick)                                                 |            |
| Kristen Stewart (Van RAZZIE-winnaar voor The Twilight Saga naar de positief onthaalde film Camp X-Ray)                               |            |
| Mike Myers (Van RAZZIE-winnaar voor The Love Guru naar documentaireregisseur voor Supermensch: The Legend of Shep Gordon)            |            |